# Rhyacophila sutchanica
Rhyacophila sutchanica là một loài Trichoptera trong họ Rhyacophilidae. Chúng phân bố ở miền Cổ bắc.